# Taksodijevke
Taksodijevke (lat. Taxodiaceae), nekadašnja biljna porodica čijih je deset rodova uklopljeno u porodicu čempresovki (Cupressaceae), red  Pinales. Tih deset rodova bili su Athrotaxis, Cryptomeria, Cunninghamia, Glyptostrobus, Metasequoia, Sciadopitys, Sequoia, Sequoiadendron, Taiwania i Taxodium, rod po kojem je porodica dobila ime i čiji je najpoznatiji predstavnik Močvarni taksodij (Taxodium distichum).
Porodica taksodijevki danas je raspodjeljena u pet potporodica, dok su ostali rodovi ušli u sastav potporodica Callitroideae i Cupressoideae: 
1. Athrotaxidoideae Quinn (Athrotaxis)
2. Cunninghamioideae (Sieb. & Zucc.) Quinn (Cunninghamia)
3. Sequoioideae (Luerss.) Quinn (Sequoia, Sequoiadendron, Metasequoia)
4. Taiwanioideae (Hayata) Quinn (Taiwania)
5. Taxodioideae Endl. ex K. Koch (Taxodium, Glyptostrobus, Cryptomeria)